# Camilla Batini
Camilla Batini (Pisa, 12 luglio 1992) è una schermitrice italiana, specializzata nella spada.
Fa parte del Centro sportivo olimpico dell'Esercito.

## Biografia
Nata a Pisa, Batini ha iniziato a tirare di scherma presso l'U.S. Pisascherma, allenandosi con il maestro Elisa Vanni. Si è laureata campionessa italiana Under 23 nel 2015 e si è aggiudicata l'oro nella spada individuale campionati europei U23 che si sono svolti a Vicenza nel 2015.

## Palmarès

### Risultati élite
In carriera ha ottenuto i seguenti risultati:
Giochi europei
Individuale
A squadre
- Bronzo nella spada a Baku 2015

Campionati italiani
Individuale
- Argento nella spada a Trieste 2013
- Bronzo nella spada a Acireale 2014

A squadre
- Oro nella spada a Trieste 2013
- Oro nella spada a Torino 2015
- Argento nella spada a Bologna 2012
- Argento nella spada a Acireale 2014
- Argento nella spada a Roma 2016
- Bronzo nella spada a Livorno 2011

### Risultati giovani
Mondiali giovani
Individuale
- Bronzo nella spada a Mar Morto 2011

A squadre
- Bronzo nella spada a Mar Morto 2011

Mondiali cadetti
Individuale
- Bronzo nella spada a Belfast 2009

Europei Under-23
Individuale
- Oro nella spada a Vicenza 2015

A squadre
- Oro nella spada a Tbilisi 2014
- Oro nella spada a Vicenza 2015
- Argento nella spada a Toruń 2013

Europei giovani
Individuale
A squadre
- Oro nella spada a Odense 2009
- Oro nella spada a Lobnja 2010
- Oro nella spada a Parenzo 2012

Campionati del mediterraneo giovani
Individuale
- Argento nella spada a Loures 2009

A squadre
Campionati del mediterraneo cadetti
Individuale
- Oro nella spada a Loures 2009

A squadre